# Guillaume Fillâtre
Ne doit pas être confondu avec Guillaume Fillastre.
Guillaume Fillâtre ou Guillaume Fillastre, mort le 22 août 1473 à Tournai, est un prélat français, évêque de Verdun, de Toul puis de Tournai au XVe siècle.

## Biographie
Guillaume est un fils d'Étienne Fillâtre, gouverneur du Maine et est un neveu du cardinal Guillaume Fillastre, archevêque d'Aix.
Il est moine-bénédictin et abbé de Saint-Bertin à Saint-Omer. En 1437, sur la demande de Philippe III le Bon, duc de Bourgogne, le pape le nomme évêque de Verdun. Dès son arrivée à Verdun, il est en conflit avec les bourgeois de Verdun qui veulent diminuer son pouvoir temporel. Il tenta de se les concilier, en vain, et il se trouva également en conflit avec son chapitre à propos de la levée de la taille. L'évêque s'éloigna de son diocèse et en 1444, il négocie la paix entre René d'Anjou, duc de Lorraine et son cousin Antoine, comte de Vaudémont.
Lassé de ses conflits avec les bourgeois et son chapitre, Guillaume accepte en 1449 d'échanger son diocèse avec Louis de Haraucourt, lui aussi en but avec sa bourgeois. L'échange fut approuvé par le pape.
A Toul, il commença par vouloir les droits et l'autorité des magistrats de la municipalité et se heurte immédiatement à une révolte. Guillaume se retire au château de Liverdun et mit Toul sous Interdit. Les bourgeois en profitent pour proclamer une république à Toul. Comme il fallait l'agréement de l'empereur pour une telle entreprise, ils envoyèrent une délégation auprès de Frédéric III de Habsbourg, tandis que Guillaume obtenait l'appui de Philippe le Bon, duc de Bourgogne. L'empereur trancha en faveur de l'évêque le 30 avril 1451. Les bourgeois refusèrent d'appliquer l'édit impérial, soutenu par Jean II, duc de Lorraine, qui n'appréciait pas l'évêque en raison de ses amitiés bourguignonnes. Guillaume se réfugia à Bruxelles et les autres évêques lorrains désavouèrent sa conduite trop autoritaire, avis partagé par le duc de Bar, le roi de France et le pape Nicolas V. Cependant, Guillaume Filastre se rendit à Rome et le pape, tout en lui ordonnant de lever l'Interdit, ordonna au Toulois d'accepter leur évêque.
Mais, lassé, il demanda à changer de diocèse et le pape le nomme en 1460 de Tournai, par échange de diocèse avec Jean Chevrot, où il est sous la protection directe du duc de Bourgogne.
En 1468, Guillaume donne à Charles le Téméraire, les premières pages de son grand traité sur l'Ordre de la Toison d'or, fondé par son père Philippe le Bon.

## Source
- Nicolas Roussel, Histoire ecclesiastique et civile de Verdun, t. 1, Paris, 1745 (lire en ligne), p. 385-.
- A. D. Thierry, Histoire de la ville de Toul et de ses évêques, vol. 2, Paris, 1841 (lire en ligne), p. 11-20.